# Vasja Bajc
Vasja Bajc, né le 19 janvier 1962, est un sauteur à ski, qui a représenté la Yougoslavie, devenu entraîneur de nationalité slovène.

## Carrière
Licencié au SSK Ilirija, il fait ses débuts dans la nouvellement créée Coupe du monde en fin d'année 1979. Au mois de mars 1980, il marque ses premiers points dans un concours disputé Planica, en actuelle Slovénie, prenant le cinquième rang. Son deuxième meilleur résultat est une neuvième place en 1984 au tremplin de vol à ski d'Harrachov.
Il prend part aux Jeux olympiques d'hiver de 1984 à Sarajevo, où il parvient à entrer dans le top vingt au petit tremplin et au grand tremplin (17e et 15e). Il compte aussi trois participations aux Championnats du monde en 1982, 1984, où il est cinquième par équipes et 1985.
Bajc figure au niveau international jusqu'en 1988.
Dans les années 1990, il devient entraîneur de saut à ski, prenant charge notamment de l'équipe japonaise. Entre 2004 et 2006, il entraîne l'équipe tchèque et mène Jakub Janda à la victoire au classement général de la Coupe du monde. Pendant un an il s'occupe des sauteurs slovènes, mais laisse ensuite tomber. Entre 2014 et 2017, il est à la tête de l'équipe féminine des États-Unis.
Depuis 2017, il s'occupe des sauteurs hongrois, dont Virág Vörös.

## Palmarès

### Jeux olympiques
| Épreuve / Édition | Sarajevo 1984 |
| Petit tremplin    | 17e           |
| Grand tremplin    | 15e           |

### Championnats du monde
| Épreuve / Édition | Seefeld 1982 | Engelberg 1984 | Seefeld 1985 |
| Petit tremplin    | 42e          |                | 45e          |
| Grand tremplin    |              |                | 47e          |
| Par équipes       |              | 5e             |              |

### Coupe du monde
- Meilleur classement individuel : 59e en 1984.
- Meilleur résultat individuel : 5e.

#### Différents classements en Coupe du monde
| Année | Classement général final |
| 1980  | 65e                      |
| 1984  | 59e                      |